# Никто не вечен
«Никто не вечен» (англ. Nobody Lives Forever) — фильм нуар режиссёра Жана Негулеско, вышедший на экраны в 1946 году.
Сценарий фильма написал известный писатель и сценарист У. Р. Бёрнетт по собственному роману «Я не родился вчера» (1943). Центральный персонаж картины — мошенник Ник Блейк (Джон Гарфилд), который честно отслужил в армии на Второй мировой войне. После демобилизации Ник отправляется на отдых в Калифорнию, где его втягивают в аферу с целью заполучить деньги молодой богатой вдовы Глэдис Хэлверсон (Джеральдин Фицджеральд). Однако Ник и Глэдис влюбляются друг в друга, и в итоге Ник оказывается перед выбором — довести свой первоначальный план до конца или отказаться от него, сознаться в своём обмане и противопоставить себя своим сообщникам.

## Сюжет
Профессиональный мошенник Ник Блейк (Джон Гарфилд) во время Второй мировой войны достойно отслужил несколько лет в армии, заслужив несколько правительственных наград. После ранения он был направлен в армейский госпиталь в его родном Нью-Йорке, и сразу после выписки из госпиталя — демобилизован. На выходе из госпиталя Ника встречает его друг и бывший подручный Эл Дойл (Джордж Тобиас), вместе с которым они направляются на богатую городскую квартиру Ника. Там Ник видит следы проживания его подружки, привлекательной певицы ночного клуба Тони Блэкбёрн (Фэй Эмерсон), а также находит и забирает мужскую курительную трубку. Затем Ник вместе с Элом отправляется в ночной клуб, который открыла Тони. Встретив там Тони и её нового бойфренда Чета Кинга (Роберт Шейн), Ник пытается выяснить судьбу 50 тысяч долларов, которые он оставил на сохранение Тони перед отправлением в армию. Тони рассказывает, что вложила все деньги в этот клуб, но вскоре он прогорел, и его выкупил Чет. Теперь клуб принадлежит Чету, а она работает только певицей. Выяснив, что найденная им трубка принадлежит Чету, Ник понимает, что Чет является не просто владельцем клуба, но и любовником Тони. Ник силой выбивает из Чета все свои деньги вместе с процентами, после чего вместе с Элом отправляется на поезде на отдых в Калифорнию.
Прибыв в Лос-Анджелес, Ник отправляется поприветствовать своего старшего наставника и друга, Попа Грубера (Уолтер Бреннан), который в своё время был крупным мошенником, а ныне промышляет мелким жульничеством на улице. Один из уличных воров замечает на улице Ника и сообщает о его приезде Доку Гэнсону (Джордж Кулурис), главарю небольшой банды, который после нескольких лет простоя готовит крупную аферу. Однако Док не обладает ни внешностью, ни необходимыми средствами для реализации разработанного им плана. На совещании банды сообщники Дока уговаривают его привлечь к делу Ника, так как без профессионала его уровня дело будет трудно осуществить. Несмотря на личную ненависть к Нику, Док приглашает его на переговоры. Первоначально Ник отказывается от встречи с Доком и от участия в деле. Однако, когда Поуп, присланный Доком в качестве посредника, сообщает, что на кону стоит 2 миллиона долларов, после уговоров со стороны Эла Ник соглашается. На встрече с Ником Док сообщает, что некоторое время назад из Миннесоты в Лос-Анджелес переехала молодая красивая вдова Глэдис Хэлворсен (Джеральдин Фицджеральд) Её муж, который недавно умер, оставил ей в наследство 2 миллиона долларов, и Док собирается с помощью аферы выманить из неё эти деньги. План заключается в том, что Ник, используя своё обаяние, должен войти к Глэдис в доверие, завести с ней роман и уговорить её вложить все деньги в его фиктивный деловой проект, после чего деньги перейдут в руки мошенников. После некоторых уговоров Ник соглашается взяться за дело, оговаривая, что его доля составит две третьих от полученных средств. Такие условия вызывают недовольство банды Дока, однако, находясь в бедственном положении, они соглашаются.
Ник снимает за свой счёт дорогой номер в шикарной гостинице, в которой проживает Глэдис. Взяв имя Ник Ллойд, он довольно быстро он находит способ познакомиться с ней и её советником по финансовым вопросам и любителем игры в гольф Чарльзом Мэннингом (Ричард Гейнс). Ник проводит много времени в компании Глэдис, и вскоре между ними начинают складываться романтические отношения. Мэннинг также проникается доверием к Нику, который выдаёт себя за успешного владельца крупной компании по эксплуатации буксиров в порту Нью-Йорка, и просит его рассмотреть возможность инвестировать деньги Глэдис в его бизнес. Во время очередной поездки с Глэдис в монастырь Сан Хуан Капистрано, Ник вспоминает о разрушенных церквях в Италии во время Второй мировой войны, и под впечатлением этих воспоминаний начинает сомневаться в правильности своих действий. Его сомнения ещё более усиливаются, когда они понимает, что серьёзно влюблён в Глэдис. Не зная, что делать дальше, Ник начинает тянуть время, в свою очередь Док и его сообщники начинают требовать как можно скорее закончить дело и получить деньги, чтобы выплатить им их долю. В свою очередь, перед тем, как инвестировать деньги в бизнес Ника, Мэннинг проводит собственное расследование, и выясняет, что Ник на самом деле не бизнесмен, а аферист. Под давлением фактов Ник сознаётся в этом Глэдис, однако она отказывается в это поверить. Когда Ник признаётся ей в любви, она решает дать ему шанс исправиться и решает не расставаться с ним.
Неожиданно из Нью-Йорка приезжает Тони. Узнав, что Ник участвует в крупной афере с целью получить деньги богатой вдовы, она решает получить свою долю в этом деле. Тони сообщает Доку, что Ник на самом деле не собирается ни с кем делиться добычей от аферы с Глэдис, а собирается жениться на ней и таким образом заполучить все деньги себе. В этот момент Ник решает окончательно выйти из дела, и, чтобы погасить свои обязательства перед бандой, снимает 30 тысяч долларов своих личных денег, которые предлагает Доку. Однако, наученный Тони, Док требует от Ника уже не причитающиеся ему по первоначальному контракту 30 тысяч долларов, а 30 % от двух миллионов Глэдис. После того, как Ник отказывается, банда похищает Глэдис в расчёте получить за неё выкуп. Попу удаётся выследить похитителей, и он видит, как банда увозит и прячет Глэдис в старой заброшенной хибаре на пустынном пирсе. Ник и Эл приезжают в порт и находят хибару, где содержится Глэдис. Между ними и бандитами Дока возникает перестрелка, в ходе которой Попа и Дока убивают. Прибывает полиция, арестовывая остальных членов банды Дока, а Ник и Глэдис с мечтают о совместном счастливом будущем.

## В ролях
- Джон Гарфилд — Ник Блейк
- Джеральдин Фицджеральд — Глэдис Хэлворсен
- Уолтер Бреннан — Поп Грубер
- Фэй Эмерсон — Тони Блэкбёрн
- Джордж Кулурис — Док Гэнсон
- Джордж Тобиас — Эл Дойл, друг Ника
- Джеймс Флавин — Шейк Томас

## Авторы фильма и исполнители главных ролей
Писатель и сценарист У. Р. Бёрнетт известен как автор таких значимых фильмов нуар, как «Маленький Цезарь» (1931) и «Асфальтовые джунгли» (1950). К числу лучших фильмов нуар, в работе над сценариями которых принимал участие Бёрнетт, относятся также «Лицо со шрамом» (1932), «Чудовище города» (1932), «Высокая Сьерра» (1941), «Оружие для найма» (1942), «Рэкет» (1951) и «Беззаконие» (1955). В 1943 году Бёрнетт был номинирован на «Оскар» за сценарий военной драмы «Остров Уэйк» (1942).
Режиссёр фильма Жан Негулеско в 1949 году был номинирован на «Оскар» как лучший режиссёр за драму «Джонни Белинда» (1948). Среди наиболее известных работ Негулеско в рамках жанра нуар — «Маска Димитриоса» (1944), «Придорожное заведение» (1948) и «Телефонный звонок от незнакомца» (1952).
Джон Гарфилд дважды номинировался на «Оскар»: за роль второго плана в музыкальной мелодраме «Четыре дочери» (1938) и за главную роль в боксёрском нуаре «Тело и душа» (1948). К числу наиболее заметных картин с участием Гарфилда были также музыкальная мелодрама «Юмореска» (1946, режиссёр — Негулеско), классический нуар «Почтальон всегда звонит дважды» (1946), социальные нуары «Джентльменское соглашение» (1947) и «Сила зла» (1948), а также нуар «Переломный момент» (1950).
Актриса Джеральдин Фицджеральд в 1940 году была номинирована на Оскар за роль второго плана в фильме «Грозовой перевал» (1939) по роману Эмили Бронте. Актриса сыграла также в таких памятных картинах, как мелодрамы «Победить темноту» (1939) и «Сияющая победа» (1941), нуары «Странное дело дяди Гарри» (1945) и «Три незнакомца» (1946, режиссёр — Негулеско), а позднее — в драме «Ростовщик» (1964).

## Работа над созданием фильма
Журнал «Голливуд Репортер» от 6 августа 1941 года сообщил, что в главных ролях в картине должны будут сыграть Хамфри Богарт и Энн Шеридан, а в заметке в Los Angeles Express от 25 ноября 1941 года указывалось, что Бёрнетт писал роман, «имея в виду именно Богарта».
По информации кинокритика Брайана Кэйди, «первоначально студия Warner Bros. объявила, что главную роль в картине будет исполнять Хамфри Богарт, но он отказался, и роль досталась Джону Гарфилду». Кэйди сообщает, что «Гарфилд также был не особенно доволен этой ролью, но он взялся за работу, так как был в восхищении от игры своей партнёрши Джеральдин Фицджеральд, ирландской актрисы, которая в 1938 году стала сенсацией на Бродвее благодаря своей роли в спектакле Орсона Уэллса „Дом, где разбиваются сердца“ по Бернарду Шоу». Вскоре после этого фильма Фицджеральд на несколько лет прервёт свою кинокарьеру, чтобы вновь обратиться к бродвейской сцене.
Кэйди далее пишет, что «фильм был запущен в производство в 1944 году, но затем студия на два года положила его на полку и выпустила на широкий экран только 1 ноября 1946 года». По словам критика, во время Второй мировой войны Warner Bros. произвела несколько фильмов, выход которых на экраны был задержан, среди них, в частности, и «Большой сон» (1946), «разрыв которого между производством и выпуском также составил два года». Кэйди предполагает, что «ещё одной причиной задержки с выпуском фильма, наверное, было желание „Уорнер бразерс“ выжать максимум из растущей популярности Гарфилда в тот момент, когда стало ясно, что вскоре он покинет студию».

## Оценка фильма критикой

### Общая оценка фильма
Фильм получил умеренно положительные отзывы критиков, отметивших крепкий, но несколько шаблонный сценарий, а также качественную игру исполнителей главных ролей — Джона Гарфилда и Джеральдин Фицджеральд. Так, кинокритик Брайан Кэйди назвал картину «одним из первых фильмов в мрачном, неприукрашенном, морально неоднозначном стиле, который позднее получит название фильм нуар». Крейг Батлер, назвав картину «небольшим и невыдающимся фильмом нуар», отметил, что при этом он «определённо заслуживает просмотра, особенно, поклонниками жанра и/или фанатами Джона Гарфилда». Далее он пишет, что «несмотря на свои слабости, фильм срабатывает благодаря стильной режиссёрской работе Негулеско, атмосферической и чувственной операторской работе и своему актёрскому составу».
Журнал «TimeOut» охарактеризовал картину ка «предсказуемую, но хорошо сыгранную историю по сценарию Бёрнетта с ужасно приторной сценой обращения в часовне Капистрано, но с памятным финалом на погружённом в туман пирсе, где лучезарно красивая Фицджеральд, похищенная вздорно-психопатическим Кулурисом, как будто светится сквозь своё сальное окружение». Шварц указывает, что это «мелодрама, поставленная Жаном Негулеско в стиле фильм нуар. Она, в частности, поднимает вопрос о том, как вернувшиеся с войны военнослужащие адаптируются после возвращения домой. Она также показывает, насколько разочаровывается крупный аферист, когда видит, до чего пал с со своих высот его бывший наставник».

### Характеристика содержания фильма
Описывая фильм сразу после его выхода на экраны, журнал Variety пишет, что он посвящён «старой теме об исправлении гангстера. Джон Гарфилд играет призванного на военную службу мафиози, который после нескольких лет службы демобилизуется с большим количеством наград, подтверждающих его боевые заслуги». Однако в то время, когда она намерен взять отпуск «после исполнения воинского долга, старые дружки уговаривают его взяться за богатую вдову ради большого куска её наследства». В итоге «гангстер влюбляется в девушку, которую пытается обмануть». Журнал полагает, что сюжет развивается слишком очевидно, а «сценарий Бёрнетта демонстрирует его склонность отражать на бумаге более мелодраматические аспекты жизни американских гангстеров и мошенников».
В аналогичном духе Босли Краузер написал в «Нью-Йорк Таймс», что авторы фильма «следуют формуле, которая обычно в прошлом была успешной. Они рассказывают стандартную историю вернувшегося с войны мошенника, который берётся надуть леди, но вместо этого влюбляется в неё, таким образом создавая для себя проблему со своими партнёрами. И поскольку мастера с Бёрбанка (город, где находится штаб-квартира компании Warner Bros.) великолепны в такого рода вещах, особенно в тех случаях, когда сценарий написан Бёрнеттом, они мастерски делают свою работу». Вместе с тем, полагает Краузер, те зрители, которые уже знакомы с этой темой по предыдущим фильмам, «скорее всего посчитают этот повтор немного утомительным и даже скучным», а диалог — который хотя и украшен колоритными словами — перегруженным штампами. И, конечно, они не увидят ничего интересного в слишком простой развязке. Парни в перестрелке убивают друг друга, а герой остаётся с девушкой".
Современный критик Крейг Батлер придерживается сходного мнения: «Самая большая проблема фильма заключается в том, что всё в нём знакомо: Бёрнетт создал очень грамотный сценарий, все составляющие которого очень тщательно подогнаны друг к другу, но он не предлагает никаких неожиданностей. Действительно, очень легко предсказать, что будет в следующей сцене. Такая степень предсказуемости может выглядеть привлекательно, когда она рассматривается как нечто неизбежное, но Бёрнетту этот приём здесь не удался, несмотря на некоторые пикантные диалоги и интересный взгляд на сложности адаптации военнослужащих к гражданской жизни».

### Характеристика актёрской игры
Критики высоко оценили игру всего актёрского состава, особенно выделив исполнителей главных ролей. По мнению Босли Краузера, «игра Гарфилда и Фицджеральд достойна лучшего материала, а Тобиас добродушен и забавен в роли правой руки Гарфилда». Касаясь ролей отрицательных персонажей, Кроутер пишет, что «Кулурис уродует роль злодея своим постоянным выражением лица, как будто он жуёт бифштекс, а Фэй Эмерсон и Уолтер Бреннан эффектны в ролях других преступников». Variety полагает, что «Гарфилд несёт основной груз истории на своих умелых плечах», а «его игра обеспечивает картине значительный подъём». Батлер обращает внимание на «хорошую форму» Гарфилда, который играет «гангстера, который не может справиться со своей порядочностью, которая затаилась глубоко внутри него». Он также выделяет игру его «красивой партнёрши Фицджеральд», которая демонстрирует «абсолютно обезоруживающую смесь наивности и ума». По мнению Батлера, «Кулурис и Бреннан слегка переигрывают, но не нанося ущерба фильму, а Фэй Эмерсон хороша в качестве подружки, бросившей главного героя».